# Szikla Zoltán
Szikla Zoltán (Kál, 1945. augusztus 25. – 2021. február 28.) Gábor Dénes-díjas magyar papírgyártó mérnök, a Hamburger Hungária Erőmű Kft. ügyvezető igazgatója.

## Tanulmányai
Finnországban a Helsinki Műszaki Egyetemen tanult, ahol 1970-ben papírtechnológiai mérnök diplomát, 1987-ben műszaki tudományok kandidátusa, 1992-ben pedig műszaki tudományok doktora címet szerzett.

## Szakmai tevékenysége
1970-ben kezdett el dolgozni a Papíripari Vállalat csepeli papírgyárában, ahol 1975-től 1982-ig a termelési, karbantartási és műszaki-fejlesztési feladatokat irányította mint főmérnök.
Ezután eredetileg egy évet tervezett Finnországban tölteni, amiből végül nyolc év lett. Öt évig volt a Finn Papíripari Kutatóintézet egyik kutatási projektjének vezetője, majd három évig a Jaakko Pöyry cégnél a know-how fejlesztésért és technológia-intenzív projektért felelős vezető.
1992-ben tért vissza Magyarországra, és csatlakozott az akkor már az osztrák Prinzhorn Csoporthoz tartozó Dunapack Zrt.-hez, ahol a papírgyártásért felelős vezérigazgató-helyettesként tevékenykedett.
2008-ban a Dunapack átszerveződött, ekkor Szikla Zoltán a Hamburger Hungária Kft. ügyvezetője lett. Előkészítő munkája eredményeként a világon az egyik legversenyképesebb, Európában az egyik legnagyobb, csomagolópapírt gyártó létesítmény és erőmű valósult meg Dunaújvárosban. Irányítása alatt a csoport magyarországi papírtermelése megnégyszereződött.
Közben egy-egy évig a finnországi Lappeenrantai Egyetemen professzorként, a Helsinki Műszaki Egyetemen pedig docensként tevékenykedett. 2006 és 2010 között pedig a Nyugat-Magyarországi Egyetem címzetes egyetemi tanára volt.
Aktívan részt vállalt a nemzetközi és hazai papíripari műszaki-tudományos élet szervezésében is.

## Publikációi
| Cím | Kiadás éve | Nyelv |
| --- | ---------- | ----- |
| Erään syväpainopaperikoneen stabiliteetti                                                              | 1970       | finn  |
| Z-directional distribution of fines and filler material in the paper web under wet pressing conditions | 1986       | angol |
| Tutkimuslaitteen kehittäminen märkäpuristustapahtuman simulointia varten                               | 1987       | finn  |
| CHANGES IN Z-DIRECTION DENSITY DISTRIBUTION OF PAPER IN WET PRESSING. ★                                | 1987       | angol |
| On the basic mechanisms of wet pressing                                                                | 1992       | angol |
| Pressing and drying printing papers ★                                                                  | 1993       | angol |

★Társszerző: Paulapuro Hannu

## Díjai
- 1994 - Földi László-díj
- 2014 - Gábor Dénes-díj

"A díjat a magyar papíripar felvirágoztatásában vállalt meghatározó tudományos, szakmai, szervező és irányító tevékenységéért nyerte el, mely példája is lehet a XXI. század hatékony ipartelepítési módszereinek. Szikla Zoltán irányításával - a papírgyártás kedvezőtlen hazai adottságai ellenére – a hulladékokból környezetkímélő technológiával csomagolóanyagot gyártó és exportáló cég a határainkon messze túlnyúló módon vált a régió vezető vállalatává, tovább öregbítve ezzel a magyar szaktudás hírnevét." 